# Procedure legislative dell'Unione europea
Le più importanti procedure legislative dell'Unione europea che portano all'adozione di un atto normativo dell'Unione sono:
- procedura legislativa ordinaria, introdotta come procedura di codecisione dal Trattato di Maastricht del 1992, che ha assunto tale nome con le modifiche apportate dal trattato di Lisbona;
- procedura di consultazione, la forma originaria;[1]
- procedura di parere conforme, introdotta dall'Atto unico europeo del 1986;[2]
- procedura di cooperazione, anch'essa introdotta dall'Atto unico europeo ma abbandonata con il trattato di Lisbona.[3]